# سقف شیشه‌ای

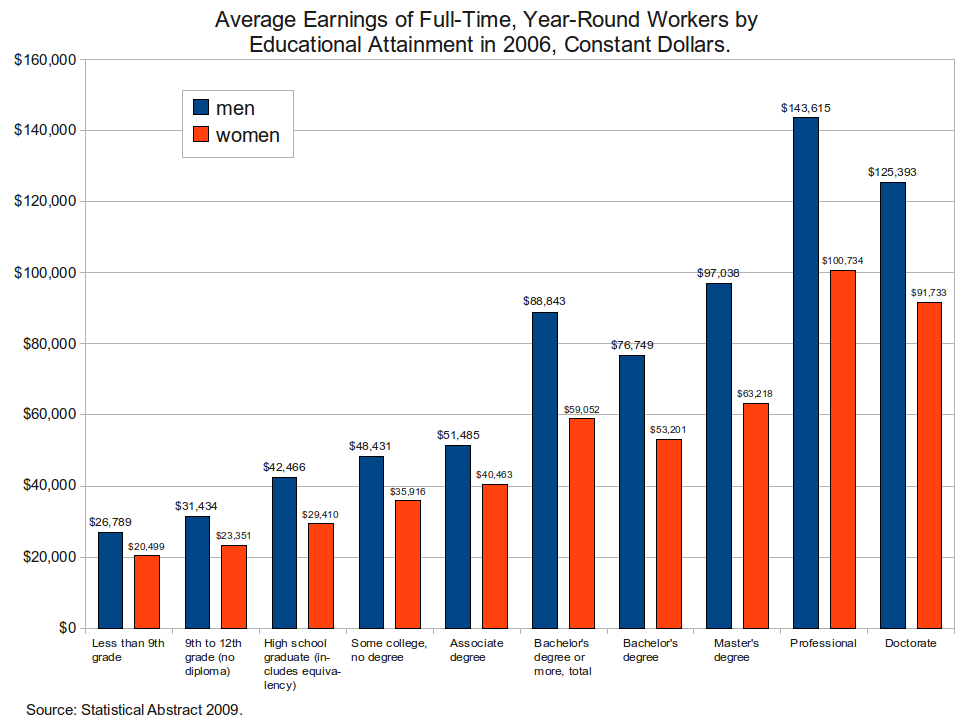
مقایسهٔ درآمد مردان و زنان با تحصیلات برابر در آمریکا

سقف شیشه‌ای (به انگلیسی: glass ceiling) استعاره‌ای است از موانع نامرئی بر سر راه پیشرفت زنان و اقلیت‌ها که معمولاً وجود این موانع را مردان و گروه‌های در اکثریت انکار می‌کنند.
این استعاره را اولین بار فمنیست‌ها برای اشاره به موانع بر سر راه پیشرفت شغلی زنان و رسیدن به مدارج بالای هرم به کار بردند. اگرچه این اصطلاح در آمریکا بیشتر دربارهٔ زنان به کار می‌رود، اما گهگاه در مورد مردان اقلیت‌های نژادی/قومی هم به کار رفته است. زنان اقلیت‌های قومی/نژادی معمولاً با ضخیم‌ترین سقف‌های شیشه‌ای مواجهند، چون عضو دو گروهی هستند که به صورت تاریخی در حاشیه قرار داشته‌اند: ۱) زنان؛ ۲) رنگین‌پوستان. آسیایی‌آمریکایی‌ها (معمولاً اصالتاً از شرق آسیا) اصطلاح مشابه «سقف بامبویی» را برای اشاره به موانع مشابه در مورد خودشان به کار می‌برند.